# Мелоньо, Мигель Анхель
Миге́ль А́нхель Мело́ньо (исп. Miguel Ángel Melogno; 22 марта 1905, Монтевидео — 27 марта 1945, Монтевидео) — уругвайский футболист, полузащитник.
Чемпион мира 1930 года, олимпийский чемпион 1928 года.

## Биография
Мигель Анхель Мелоньо родился в Сальто, на клубном уровне выступал за «Белья Висту». Он относится к плеяде самых выдающихся футболистов клуба 1920-х годов, наряду с Хосе Насасси, Адэмаром Канавеси, Хосе Леандро Андраде и Пабло Дорадо
В 1925 году провёл три матча за сборную Уругвая. Все три носили товарищеский статус, и все три были сыграны в Асунсьоне против сборной Парагвая.
В 1926 году Мелоньо также вызывался в сборную Уругвая, в 1928 году поехал в Амстердам на Олимпийские игры, но на поле не выходил, однако в качестве участника команды завоевал золотую олимпийскую медаль.
То же самое произошло и в 1930 году. Мелоньо стал чемпионом мира, однако на поле так и не появился.
Мигель Анхель Мелоньо умер в 1945 году в возрасте всего 40 лет. Похоронен в Монтевидео.

## Титулы
- Чемпион мира (1): 1930
- Олимпийский чемпион (1): 1928

| №  | Дата            | Место проведения | Оппонент | Счёт | Голы | Турнир            |
| 57 | 15 августа 1925 | Асунсьон         | Парагвай | 0:1  | -    | Товарищеский матч |
| 58 | 19 августа 1925 | Асунсьон         | Парагвай | 1:0  | -    | Товарищеский матч |
| 59 | 23 августа 1925 | Асунсьон         | Парагвай | 0:0  | -    | Товарищеский матч |